# Куликов Микола Борисович
Микола Борисович Куликов (узб. Nikolay Borisovich Kulikov / рос. Николай Борисович Куликов; нар. 25 квітня 1953, Москва, РРФСР — пом. 11 серпня 1979, Дніпродзержинськ, Дніпропетровська область, УРСР) — радянський футболіст, захисник. Майстер спорту СРСР (1979).

## Життєпис
У дванадцятирічному віці прийнятий до групи підготовки московського «Динамо», де першими його тренерами були відомі радянські футболісти Володимир Кесарєв та Сергій Соловйов.
1974 року молодого півзахисника Миколу Куликова запросили до ФК «Ханки» з міста Хорезм, в якому він провів два сезони. У 1976 році Микола Куликов успішно виступає за ФК «Янгієр» з однойменного міста, звідки потім отримав запрошення до «Пахтакору». 1977 року клуб завоював путівку до вищої ліги. Провів 21 матч та відзначився 1-м голом. У грі Миколи відзначали високу мобільність, гарне ігрове мислення, порозуміння із товаришами по команді.
У віці 26 років загинув разом із командою «Пахтакор» в авіакатастрофі над Дніпродзержинськом. Похований на малій батьківщині батьків — у селі Кривське під містом Обнінськом. У селі на честь Куликова названо одну з вулиць.